# Asia Rugby Championship 2017

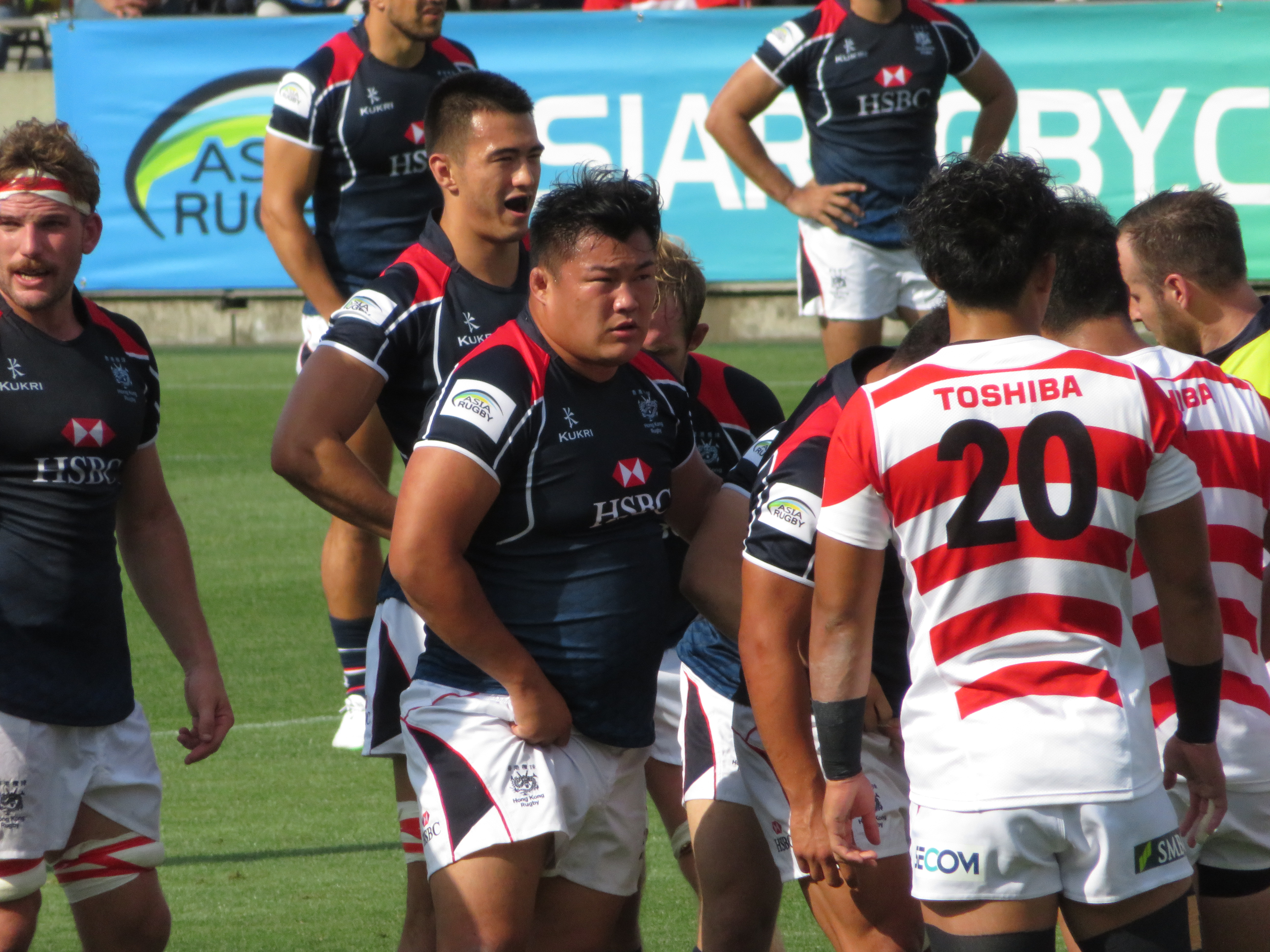
Mecz Japonia – Hongkong

Asia Rugby Championship 2017 – trzecia edycja corocznego turnieju organizowanego pod auspicjami Asia Rugby dla trzech najlepszych azjatyckich męskich reprezentacji rugby union. Turniej odbywał się od 22 kwietnia do 3 czerwca 2017 roku.
W zawodach ponownie triumfowała odmłodzona reprezentacja Japonii, natomiast dwa zwycięstwa nad Koreańczykami dały drugie miejsce Hongkongowi.

## System rozgrywek
Rozgrywki prowadzone były systemem ligowym, a uczestniczyły w nich trzy najlepsze zespoły poprzedniego sezonu. Zwycięzca meczu zyskiwał pięć punktów, za remis przysługiwały trzy punkty, zaś porażka nie była punktowana. Punkt bonusowy można było otrzymać za zdobycie przynajmniej czterech przyłożeń lub też za przegraną nie więcej niż siedmioma punktami. Rozkład gier przedstawiono na początku 2017 roku.
Z uwagi na fakt, iż kolejna edycja stanowiła ostatni etap azjatyckich kwalifikacji do Pucharu Świata 2019, spadków w tym sezonie nie przewidziano, a grono uczestników w miejsce Japonii miał uzupełnić triumfator Dywizji 1.

## Uczestnicy
| Reprezentacja    | Miejsce w 2016 | Stadiony                                           |
| ---------------- | -------------- | -------------------------------------------------- |
| Japonia          | 1.             | Chichibunomiya Rugby Stadium                       |
| Hongkong         | 2.             | Hong Kong Football Club Stadium                    |
| Korea Południowa | 3.             | Namdong Asiad Rugby Field Cheonan Baekseok Stadium |

## Mecze
| 22 kwietnia 201712:00 | Korea Południowa | 29:47(12:35) | Japonia | Namdong Asiad Rugby Field, Inczon Sędzia: Stephen Copeman |
| 22 kwietnia 201712:00 |                  | 29:47(12:35) |         | Namdong Asiad Rugby Field, Inczon Sędzia: Stephen Copeman |

| 29 kwietnia 201714:00 | Japonia | 80:10(31:5) | Korea Południowa | Chichibunomiya Rugby Stadium, Tokio Sędzia: Matthew Rodden |
| 29 kwietnia 201714:00 |         | 80:10(31:5) |                  | Chichibunomiya Rugby Stadium, Tokio Sędzia: Matthew Rodden |

| 6 maja 201714:00 | Japonia | 29:17(12:10) | Hongkong | Chichibunomiya Rugby Stadium, Tokio Sędzia: Timothy Baker |
| 6 maja 201714:00 |         | 29:17(12:10) |          | Chichibunomiya Rugby Stadium, Tokio Sędzia: Timothy Baker |

| 13 maja 201716:00 | Hongkong | 0:16(0:3) | Japonia | Hong Kong Football Club Stadium, Hongkong Sędzia: Shuhei Kubo |
| 13 maja 201716:00 |          | 0:16(0:3) |         | Hong Kong Football Club Stadium, Hongkong Sędzia: Shuhei Kubo |

| 27 maja 201711:00 | Korea Południowa | 17:43(5:24) | Hongkong | Cheonan Baekseok Stadium, Cheonan Sędzia: Taku Otsuki |
| 27 maja 201711:00 |                  | 17:43(5:24) |          | Cheonan Baekseok Stadium, Cheonan Sędzia: Taku Otsuki |

| 3 czerwca 201716:00 | Hongkong | 39:3(13:3) | Korea Południowa | Hong Kong Football Club Stadium, Hongkong Sędzia: Akihisa Aso |
| 3 czerwca 201716:00 |          | 39:3(13:3) |                  | Hong Kong Football Club Stadium, Hongkong Sędzia: Akihisa Aso |